# فورد اکسپلورر اسپورت ترک
فورد اکسپلورر اسپورت ترک (Ford Explorer Sport Trac) خودرویی است که در سال‌های ۲۰۰۰ تا ۲۰۱۰در لویی ویل، کنتاکی، ایالات متحده آمریکا و ونزوئلا تولید شده‌است. طراحی آن موتور جلو، توزیع نیروی پیشران، خودرو چهار چرخ محرک بوده است.